# 아베 겐사쿠
아베 겐사쿠(일본어: 阿部 謙作, 1980년 5월 13일 ~ )는 일본의 전 축구 선수이다.

## 구단 경력
과거 방포레 고후, 비셀 고베에서 활동하였다.